# Astragalus dilutuloides
Astragalus dilutuloides es una especie de planta del género Astragalus, de la familia de las leguminosas, orden Fabales.

## Distribución
Astragalus dilutuloides se distribuye por Irán.

## Taxonomía
Fue descrita científicamente por Maassoumi, F. Ghahrem. & Bagheri. Fue publicada en Adansonia 3, 34: 62 (2012).